# Night Rocker
Night Rocker è l'album in studio di debutto dell'attore americano David Hasselhoff, pubblicato nel gennaio 1985 dalla Silver Blue Records, prodotto da Joel Diamond.
L'album include tre duetti con Catherine Hickland: Our First Night Together, No Way to Be in Love e Let It Be Me. Tutte e tre le canzoni vennero incluse nell'episodio numero 23 della seconda stagione di Supercar, Salto nel passato (in originale Let It Be Me).
L'album raggiunse la posizione numero uno in Austria e venne certificato disco di platino. Riuscì inoltre a raggiungere la top 30 degli album in Germania.

## Copertina
Nella copertina dell'album, Hasselhoff posa in piedi sul cofano anteriore di una Pontiac Firebird di terza generazione (lo stesso modello di KITT nella serie Supercar, in cui Hasseloff recitò) mentre suona una chitarra elettrica Aria Pro II ZZ bianca e nera.

## Tracce
- Lato A

1. Night Rocker – 3:38 (Peter Myers)
2. Crazy on a Saturday Night – 3:38 (Mark Keller, Wendy Webb)
3. Do You Love Me – 3:57 (Berry Gordy)
4. Our First Night Together (con Catherine Hickland) – 3:58 (B. Elliott, Brock Walsh)
5. She Cried – 3:34 (Greg Richards, Ted Daryll)

- Lato B

1. No Way to Be in Love (con Catherine Hickland) – 4:12 (Brock Walsh, Glen Ballard)
2. Any Kind of Love at All – 4:03 (Ray Dahrouge)
3. All the Right Moves – 3:32 (Martin Briley)
4. No Words for Love – 4:05 (Peter Myers)
5. Let It Be Me (con Catherine Hickland) – 2:17 (Gilbert Bécaud, Manny Curtis, Pierre Delanoë)

## Classifiche

### Classifiche settimanali
| Classifica (1985-1989) | Posizione massima |
| ---------------------- | ----------------- |
| Austria                | 1                 |
| Germania               | 30                |

### Classifiche di fine anno
| Classifica (1987) | Posizione |
| ----------------- | --------- |
| Austria           | 13        |